# Linderniella nana
Linderniella nana är en tvåhjärtbladig växtart som först beskrevs av Adolf Engler, och fick sitt nu gällande namn av Fischer, Schäferhoff och Müller. Linderniella nana ingår i släktet Linderniella och familjen Linderniaceae. Inga underarter finns listade i Catalogue of Life.